# Systomus orphoides
Systomus orphoides (Valenciennes, 1842) è pesce d'acqua dolce appartenente alla famiglia Cyprinidae.

## Distribuzione e habitat
Questa specie è diffusa nel Sud-est asiatico, nei bacini idrografici dei fiumi Mekong, Chao Phraya e Mae Khlong, dove abita sia i grandi fiumi sia soprattutto torrenti, canali e pianure alluvionali, diffondendosi anche nelle aree inondate durante il monsone.

## Descrizione

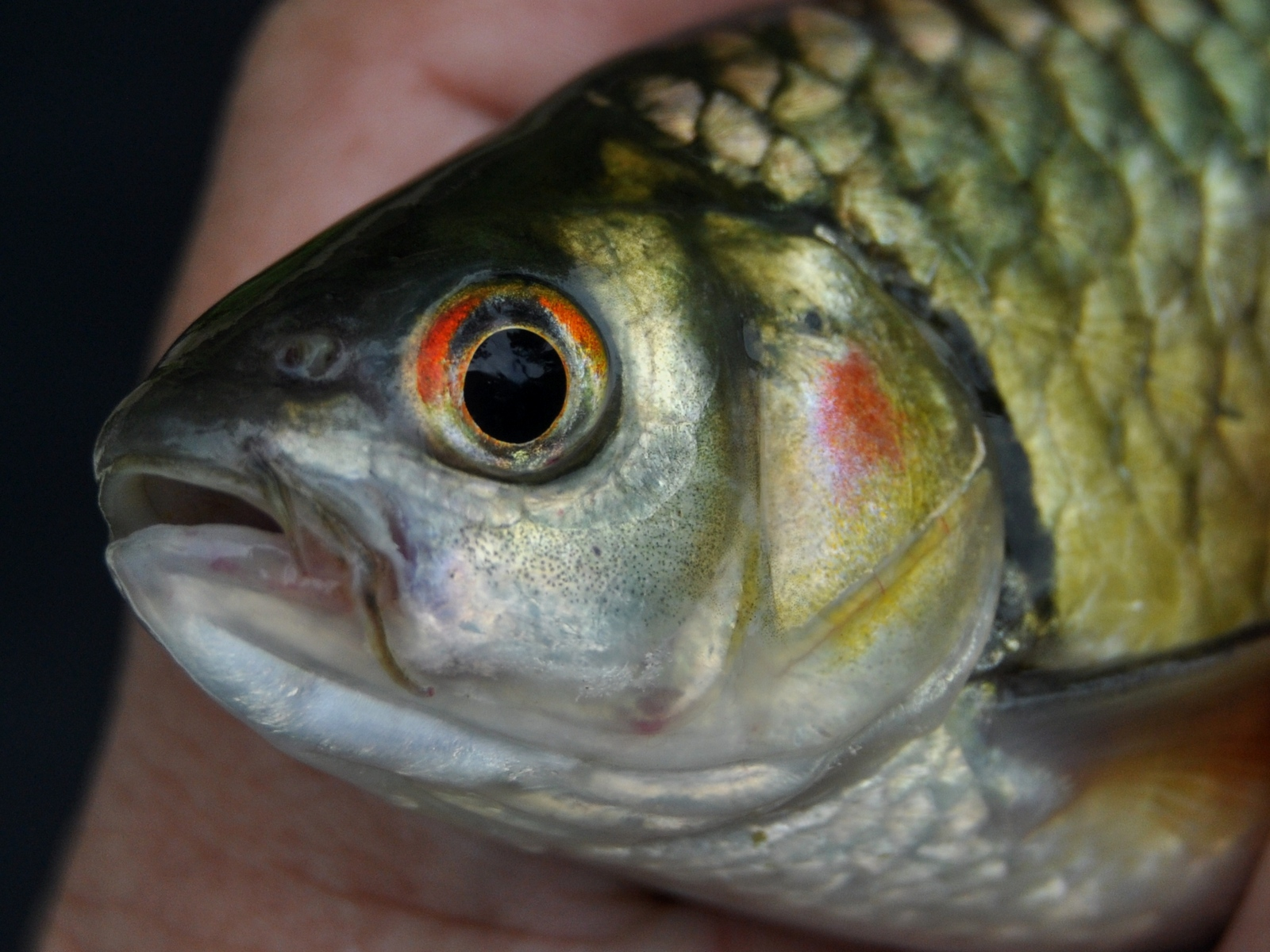
Particolare della testa

La forma è tipicamente ciprinoide, con corpo a profilo ovalide, convesso su dorso e ventre, allungato e compresso ai fianchi. Le pinne sono trapezoidali, la pinna caudale bilobata. Gli sono occhi grandi, così come le scaglie. La livrea vede un fondo grigio-verde oliva con riflessi argentei, dove ogni scaglia è orlata di argento scuro. Sulla testa alcune sfumature rosse, così come sull'occhio. Le pinne ventrali e l'anale sono rosso vivo, le pettorali giallo ocra, le altre grigio scuro con riflessi rossastri.

Raggiunge una lunghezza massima di 25 cm.

## Riproduzione
Come per le altre specie del genere Systomus.

## Alimentazione
Ha dieta onnivora, si nutre di insetti, piccoli invertebrati, alghe

## Acquariofilia
Non ha mercato commerciale all'infuori della Thailandia, dove è usato come pesce ornamentale.

## Pesca
È invece oggetto di pesca per il commercio alimentare nei luoghi d'origine.